# The Best of Boyz II Men
Albums de Boyz II Men
Full Circle
(2002) Throwback, Vol. 1
(2004)
20th Century Masters - The Millennium Collection: The Best of Boyz II Men est une compilation des plus grands succès du groupe de américain de RnB Boyz II Men, sorti sur le label Motown en 2003.

## Liste des titres
1. "End of the Road"
2. "It's So Hard to Say Goodbye to Yesterday" [Radio Version]
3. "Motownphilly"
4. "In the Still of the Night (I'll Remember)"
5. "Uhh Ahh"
6. "I'll Make Love to You"
7. "Thank You"
8. "Water Runs Dry"
9. "4 Seasons of Loneliness"
10. "A Song for Mama"